# Cristóbal (Panama)
Cristóbal is een havenstad en deelgemeente (corregimiento) van de gemeente (distrito) Colón in de provincie Colón in Panama, gelegen aan de noordoostkant van het Panamakanaal. In 2015 was het inwoneraantal 56.000.
Cristóbal Colón is tevens de Spaanse benaming voor Christoffel Columbus, de ontdekker van Amerika.